# Каприно, Иво
И́во Капри́но (норв. Ivo Caprino; 17 февраля 1920, Осло, Норвегия — 8 февраля 2001, там же) — норвежский кинорежиссёр, режиссёр кукольной мультипликации, сценарист, оператор, продюсер и монтажёр итальянского происхождения. Внук Ханса Гуде.

## Биография
С 1946 года снимал объёмные кукольные фильмы. В 1950 году жил в Чехословакии и параллельно учился у чешского режиссёра Йиржи Трнки. Секрет подвижности объёмных кукол, найденный аниматором, известен среди мультипликаторов как «эффект Каприно». В 1956—1957 годах создал студию «Каприно фильмцентр». Для сюжетов своих картин использовал богатый литературный материал: сказки Андерсена, норвежский фольклор, книги детских писателей.

Широкую известность ему принёс кукольный мультипликационный фильм «Гран-При» («Большой приз»).

Им была разработана техника съёмки, носящая название супервидеографа — система из пяти видеокамер, для съёмки панорамного фильма и демонстрации его на пяти экранах.
Был женат на актрисе Лив Бредаль (1919—2011). С 1972 года состоял в гражданском браке с Элиной Гравнингсмюр.
Скончался в 2001 году после нескольких лет онкологии.

## Избранная фильмография

### Режиссёр
- 1948 — Тим и Теффи / Tim og Tøffe (марионеточный фильм)
- 1952 — Парнишка со скрипкой / Veslefrikk med fela (по Петеру Кристену Асбьёрнсену)
- 1954 — Кариус и Бактус / Karius og Baktus (по Турбьёрну Эгнеру)
- 1955 — Стойкий оловянный солдатик / Den standhaftige tinnsoldat (по Хансу Кристиану Андерсену)
- 1955 — Мышонок в беде / Klatremus i knipe
- 1959 — Совы на болоте / Ugler i mosen (по Финну Хавревольду[норв.])
- 1961 — Аскеладден и хорошие помощники / Askeladden og de gode hjelperne
- 1962 — Лисица-вдова / Reve-enka
- 1963 — Бумажный дракон / Papirdragen
- 1966 — Седьмой отец в доме / Sjuende far i huset
- 1967 — Мальчик, который соревновался с троллем / Gutten som kappåt med trollet
- 1975 — Гран-при Флоклипа (Гран-при) / Flåklypa Grand Prix (по Хьеллю Эукрусту[норв.]). В 1978 году дублирован киностудией «Союзмультфильм» для проката в СССР под названием «Гран-при». В 2006 году заново дублирован в России под названием «Большие гонки».

## Награды
- 1951 — приз «Золотой лев» за мультфильм «Парнишка со скрипкой» («Veslefrikk med fela») на ХII Венецианском Международном кинофестивале.
- 1989 — Кавалер первого класса ордена Святого Олафа
- 2004 — Командор ордена «За заслуги перед Итальянской Республикой»